# Rhodolfo
Luiz Rhodolfo Dini Gaioto, mais conhecido como Rhodolfo (Bandeirantes, 11 de agosto de 1986), é um ex-futebolista brasileiro que atuava como zagueiro.

## Carreira
Antes de chegar ao Athletico Paranaense, Rhodolfo passou pelo Matsubara e o União Bandeirante na juventude. Sendo destaque no seu time de formação, chamou a atenção dos dirigentes do Furacão. Na base do Athletico Paranaense a partir de 2000, conquistou muitos títulos, dentre eles o Campeonato Metropolitano Juvenil de 2003, Taça Governador do Estado de Santa Catarina de 2003, Dallas Cup Sub-19 de 2005, Campeonato Paranaense Júnior de 2004 e 2005, e também a Copa Saprissa da Costa Rica de 2006. Ano após ano foi se firmando no time principal, e em 2006 conseguiu sua chance na equipe principal.

### Athletico Paranaense
Logo que subiu para os profissionais já assumiu como titular da zaga rubro-negra. Completou 150 jogos pelo Furacão na partida contra o Internacional. Em fevereiro de 2011, após 4 temporadas onde se destacou com excelentes atuações, o atleta trocou a capital paranaense, pela cidade de São Paulo.

### São Paulo
Rhodolfo acertou por R$ 2,3 milhões com o São Paulo, após ser indicado pelo técnico Carpegiani, com quem trabalhara no Athletico-PR. Marcou seu primeiro gol pelo Soberano logo na sua partida de estreia - a vitória por 3x2 sobre a Portuguesa, em 13 de fevereiro de 2011. A partir daí, com personalidade, passou a integrar equipe titular incondicionalmente, sendo o principal zagueiro da equipe e um dos destaques do São Paulo na temporada.
Durante o meio da temporada de 2011, Rhodolfo chegou a receber um proposta da Juventus, que foi recusada pelo próprio jogador, logo após isso caiu de rendimento.
No ano de 2012, sua segunda temporada pelo clube, começou marcando vários gols pelo Paulistão e ao fim do campeonato recebeu o prêmio de melhor zagueiro da competição. No dia 24 de agosto renovou seu contrato até o final de 2016. Em uma partida válida pelo Campeonato Brasileiro de Futebol de 2012, Rhodolfo completou 100 jogos com a camisa do São Paulo, naquele mesmo jogo a equipe paulista saiu derrotada por 1x0 pelo Bahia.
Em 2013, com a chegada de Lúcio facilitariam a saída de Rhodolfo para a Europa, mais precisamente à Juventus, porém a negociação foi negada pela diretoria. Para o vice-presidente de futebol do São Paulo, João Paulo de Jesus Lopes, "Rhodolfo é um jogador importante para o grupo, contamos com ele para a temporada." Tanto que Rhodolfo começou o ano de titular, desbancado Rafael Tolói, ao lado de Lúcio.

### Grêmio

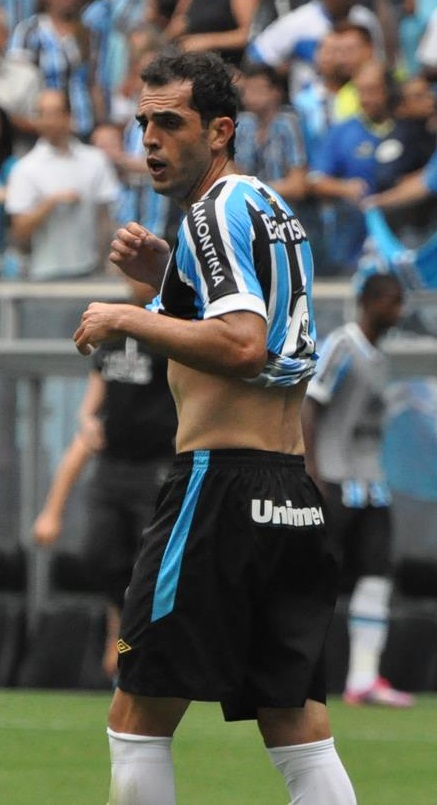
Rhodolfo em partida pelo Grêmio no Campeonato Gaúcho de 2015.

Sem espaço no São Paulo, Rhodolfo foi emprestado ao Grêmio, até junho de 2014. Rhodolfo chegou ao tricolor gaúcho por meio de indicação do técnico Renato Gaúcho naquela época técnico da equipe. Estreou no primeiro Grenal da Arena do Grêmio pelo primeiro turno do Brasileirão 2013 em um sistema de três zagueiros colocado por Renato, sendo Rhodolfo o líbero e tendo boa atuação ao lado de Werley e Bressan. Se firmou como um dos destaques da equipe naquele Brasileirão sendo um dos melhores zagueiros do campeonato.
No início de 2014 após muita negociação, Rhodolfo foi envolvido em uma troca com o volante Souza para que o zagueiro pudesse continuar no Tricolor Gaúcho já sob o comando de Enderson Moreira, no final ficou acertado que Souza ficaria no São Paulo por empréstimo até 31 de dezembro de 2014 assim como Rhodolfo ficaria no Tricolor Gaúcho com passe fixado para os dois clubes. Além de ser um dos melhores defensores do Campeonato Gaúcho, Rhodolfo se destacou na Libertadores de 2014, inclusive marcando o gol que salva o Grêmio da derrota em Rosário na Argentina para o Newell's pela primeira fase da Libertadores. No dia 12 de setembro de 2014, foi oficializado sua troca em definitivo, Rhodolfo ficará no Grêmio e Souza no São Paulo.

### Beşiktaş
No dia 18 de julho de 2015, o zagueiro despediu-se da equipe do Grêmio em uma partida válida pela 14.ªrodada do Campeonato Brasileiro, onde a equipe gaúcha foi derrotada pelo Flamengo pelo placar de 1 x 0 no Estádio do Maracanã. O jogador foi contratado pelo Beşiktaş, da Turquia, pelo valor estimado de R$ 10 milhões (3 milhões de euros).

### Flamengo
Em 5 de junho de 2017, o Flamengo pagou 1,5 milhão de euros (cerca de R$ 5,3 milhões) ao Beşiktaş e fechou com Rhodolfo, que assinou contrato por 2 anos e meio de validade. No dia 12 de junho, em sua apresentação oficial, Rhodolfo anunciou que iria usar a camisa 44 no rubro-negro carioca. Estreou em 22 de junho de 2017, em partida válida pelo Campeonato Brasileiro, substituindo Réver, contra a Chapecoense, na qual o Flamengo venceu por 5–1. Após perder espaço no elenco no ano de 2019 por conta de seguidas lesões, o seu contrato não é renovado para a próxima temporada.

### Coritiba
Em 9 de janeiro de 2020 assinou com o Coritiba.

### Cruzeiro
No dia 25 de junho de 2021, foi anunciado como o novo reforço do Cruzeiro, assinando contrato até o final da 2a divisão do Campeonato Brasileiro.

## Seleção Brasileira

### Sub-23
Em 2007, Rhodolfo foi convocado por Dunga para a Seleção Olímpica.

### Principal
Foi convocado por Mano Menezes para a Seleção Brasileira nos amistosos contra a Argentina válido pelo Superclássico das Américas em 2011 e 2012, mas não atuou em nenhuma das partidas.

## Estatísticas
Até 25 de junho de 2021.

### Clubes
| Clube               | Temporada         | Campeonato nacional | Campeonato nacional | Campeonato nacional | Copa nacional[a] | Copa nacional[a] | Copa nacional[a] | Competições continentais[b] | Competições continentais[b] | Competições continentais[b] | Outros torneios[c] | Outros torneios[c] | Outros torneios[c] | Total | Total | Total   |
| Clube               | Temporada         | Jogos               | Gols                | Assist.             | Jogos            | Gols             | Assist.          | Jogos                       | Gols                        | Assist.                     | Jogos              | Gols               | Assist.            | Jogos | Gols  | Assist. |
| ------------------- | ----------------- | ------------------- | ------------------- | ------------------- | ---------------- | ---------------- | ---------------- | --------------------------- | --------------------------- | --------------------------- | ------------------ | ------------------ | ------------------ | ----- | ----- | ------- |
| Atlético Paranaense | 2006              | 1                   | 0                   | 0                   | —                | —                | —                | —                           | —                           | —                           | —                  | —                  | —                  | 1     | 0     | 0       |
| Atlético Paranaense | 2007              | 21                  | 1                   | 1                   | 5                | 0                | 0                | 1                           | 0                           | 0                           | 11                 | 1                  | 0                  | 38    | 2     | 1       |
| Atlético Paranaense | 2008              | 19                  | 0                   | 0                   | 2                | 0                | 0                | 1                           | 0                           | 0                           | 12                 | 2                  | 0                  | 34    | 2     | 0       |
| Atlético Paranaense | 2009              | 23                  | 0                   | 0                   | 2                | 0                | 1                | 0                           | 0                           | 0                           | 21                 | 2                  | 0                  | 46    | 2     | 1       |
| Atlético Paranaense | 2010              | 33                  | 1                   | 0                   | 6                | 1                | 0                | —                           | —                           | —                           | 20                 | 4                  | 0                  | 59    | 6     | 0       |
| Atlético Paranaense | Total             | 97                  | 2                   | 1                   | 15               | 1                | 1                | 2                           | 0                           | 0                           | 64                 | 9                  | 0                  | 178   | 12    | 2       |
| São Paulo           | 2011              | 31                  | 1                   | 1                   | 6                | 1                | 0                | 4                           | 0                           | 0                           | 11                 | 2                  | 0                  | 52    | 4     | 1       |
| São Paulo           | 2012              | 30                  | 0                   | 1                   | 9                | 1                | 0                | 10                          | 0                           | 1                           | 20                 | 5                  | 0                  | 69    | 6     | 2       |
| São Paulo           | 2013              | 3                   | 0                   | 0                   | —                | —                | —                | 4                           | 0                           | 0                           | 9                  | 1                  | 0                  | 16    | 1     | 0       |
| São Paulo           | Total             | 64                  | 1                   | 2                   | 15               | 2                | 0                | 18                          | 0                           | 1                           | 40                 | 8                  | 0                  | 137   | 11    | 3       |
| Grêmio              | 2013              | 24                  | 1                   | 0                   | 6                | 0                | 0                | —                           | —                           | —                           | —                  | —                  | —                  | 30    | 1     | 0       |
| Grêmio              | 2014              | 24                  | 0                   | 0                   | 1                | 0                | 0                | 6                           | 1                           | 0                           | 12                 | 0                  | 1                  | 43    | 1     | 1       |
| Grêmio              | 2015              | 11                  | 1                   | 0                   | 3                | 0                | 0                | —                           | —                           | —                           | 19                 | 0                  | 0                  | 33    | 1     | 0       |
| Grêmio              | Total             | 59                  | 2                   | 0                   | 10               | 0                | 0                | 6                           | 1                           | 0                           | 31                 | 0                  | 1                  | 106   | 3     | 1       |
| Beşiktaş            | 2015–16           | 18                  | 1                   | 0                   | 3                | 0                | 0                | 6                           | 0                           | 0                           | —                  | —                  | —                  | 27    | 1     | 0       |
| Beşiktaş            | 2016–17           | 5                   | 1                   | 0                   | 4                | 0                | 0                | 1                           | 0                           | 0                           | 0                  | 0                  | 0                  | 10    | 1     | 0       |
| Beşiktaş            | Total             | 23                  | 2                   | 0                   | 7                | 0                | 0                | 7                           | 0                           | 0                           | 0                  | 0                  | 0                  | 37    | 2     | 0       |
| Flamengo            | 2017              | 19                  | 0                   | 0                   | —                | —                | —                | 4                           | 0                           | 0                           | —                  | —                  | —                  | 23    | 0     | 0       |
| Flamengo            | 2018              | 12                  | 1                   | 0                   | 0                | 0                | 0                | 2                           | 0                           | 0                           | 9                  | 2                  | 0                  | 23    | 3     | 0       |
| Flamengo            | 2019              | 9                   | 0                   | 0                   | 0                | 0                | 0                | 0                           | 0                           | 0                           | 7                  | 1                  | 0                  | 16    | 1     | 0       |
| Flamengo            | Total             | 40                  | 1                   | 0                   | 0                | 0                | 0                | 6                           | 0                           | 0                           | 16                 | 3                  | 0                  | 62    | 4     | 0       |
| Coritiba            | 2020              | 17                  | 0                   | 0                   | 1                | 0                | 0                | —                           | —                           | —                           | 12                 | 3                  | 0                  | 30    | 3     | 0       |
| Coritiba            | Total             | 17                  | 0                   | 0                   | 1                | 0                | 0                | —                           | —                           | —                           | 12                 | 3                  | 0                  | 30    | 3     | 0       |
| Cruzeiro            | 2021              | 0                   | 0                   | 0                   | —                | —                | —                | —                           | —                           | —                           | —                  | —                  | —                  | 0     | 0     | 0       |
| Cruzeiro            | Total             | 0                   | 0                   | 0                   | 0                | 0                | 0                | 0                           | 0                           | 0                           | 0                  | 0                  | 0                  | 0     | 0     | 0       |
| Total na carreira   | Total na carreira | 300                 | 8                   | 3                   | 48               | 3                | 1                | 39                          | 1                           | 1                           | 163                | 23                 | 1                  | 550   | 35    | 6       |

- a. ^ Jogos da Copa do Brasil e Copa da Turquia
- b. ^ Jogos da Copa Sul-Americana, Recopa Sul-Americana, Copa Libertadores da América, Liga Europa da UEFA e Liga dos Campeões da UEFA
- c. ^ Jogos do Campeonato Paranaense, Campeonato Paulista, Campeonato Gaúcho, Supercopa da Turquia, Campeonato Carioca e Florida Cup

### Seleção Brasileira
Abaixo estão listados todos jogos, gols e assistências do futebolista pela Seleção Brasileira, desde as categorias de base. Abaixo da tabela, clique em expandir para ver a lista detalhada dos jogos de acordo com a categoria selecionada.
Sub-23 (Olímpico)
| Ano   |       |      |         |       |
| Ano   | Jogos | Gols | Assist. | Média |
| ----- | ----- | ---- | ------- | ----- |
| 2007  | 1     | 0    | 0       | 0     |
| Total | 1     | 0    | 0       | 0     |

|    | Data                  | Local                                 | Resultado | Adversário                       | Gols | Assist. | Competição |
| -- | --------------------- | ------------------------------------- | --------- | -------------------------------- | ---- | ------- | ---------- |
| 1. | 9 de dezembro de 2007 | Nilton Santos, Rio de Janeiro, Brasil | 0–3       | Seleção do Campeonato Brasileiro | 0    | 0       | Amistoso   |

Seleção principal
| Ano   |       |      |         |       |
| Ano   | Jogos | Gols | Assist. | Média |
| ----- | ----- | ---- | ------- | ----- |
| 2011  | 0     | 0    | 0       | 0     |
| 2012  | 0     | 0    | 0       | 0     |
| Total | 0     | 0    | 0       | 0     |

## Títulos
Flamengo
- Copa Libertadores da América: 2019
- Campeonato Brasileiro: 2019
- Campeonato Carioca: 2019
- Taça Guanabara: 2018
- Taça Rio: 2019
- Florida Cup: 2019

Besiktas
- Campeonato Turco: 2015-16, 2016-17

São Paulo
- Copa Sul-Americana: 2012[20]
- Eusébio Cup: 2013

Atlético Paranaense
- Campeonato Paranaense: 2009

Seleção Brasileira
- Superclássico das Américas: 2011, 2012

## Prêmios individuais
- Troféu Armando Nogueira - Seleção do Brasileirão: 2011 e 2014
- Melhor zagueiro do Campeonato Gaúcho: 2014
- Troféu Armando Nogueira - Melhor Zagueiro do Brasileirão: 2014
- Seleção do Campeonato Paulista: 2012